# Дзугаев, Дзибута Закаевич
Дзибута Закаевич Дзугаев — советский хозяйственный, государственный и политический деятель.

## Биография
Родился в 1914 году в осетинской крестьянской семье. Член ВКП(б) с 1939 года.
Выпускник Всесоюзной школы техников-строителей. С 1932 года — на хозяйственной, общественной и политической работе. В 1932—1974 гг. — колхозник, на организаторской и комсомольской работе, первый секретарь Северо-Осетинского обкома ВЛКСМ, заведующий районным отделом сельского хозяйства, директор машинно-тракторной станции, управляющий сельхозснабом Министерства сельского хозяйства Северо-Осетинской АССР, председатель колхоза «Кавказ» Кировского района Северо-Осетинской АССР.
Избирался депутатом Верховного Совета СССР 1-го и 5-го созывов.